# Socra
La SOCRA (Société nouvelle de conservation et de restauration archéologique) est une entreprise française spécialisée dans la conservation, la restauration, la reproduction et la production d’œuvres d'art et de monuments.
Elle est implantée en Dordogne, en banlieue de Périgueux, à Marsac-sur-l'Isle. Elle possède également une agence à Puteaux, dans les Hauts-de-Seine.

## Historique
La SOCRA est fondée en 1964 à Jurançon, près de Pau, par Claude Bassier, restaurateur et ingénieur conseil. La création de l'entreprise est parrainée par l’État, notamment par la sous-direction de l’Archéologie du ministère des Affaires culturelles dont André Malraux est alors le ministre,.
L’entreprise est à l’origine spécialisée dans le sauvetage et la restauration de vestiges antiques et de monuments, notamment de mosaïques découvertes lors de fouilles occasionnées par la construction de bâtiments. La SOCRA fait alors office de « SAMU » des vestiges antiques selon les mots de Claude Bassier. L’entreprise acquiert un bâtiment de 600 m2 destiné à stocker et restaurer ces mosaïques.
L’activité de l’entreprise s’est diversifiée au cours des années avec l’acquisition d’un savoir-faire de restauration et de conservation sur la pierre, le métal, les décors en céramique, le stuc et le staff. L’activité de reproduction se développe également, portée par le savoir-faire en matière de moulage. L’entreprise développe enfin une expertise de conseil, sous forme d’études techniques préalables aux restaurations. Plus récemment, l’entreprise a développé une activité de production pour le compte d'artistes contemporains.
En 1990, Patrick Palem prend la suite de Claude Bassier à la direction de l’entreprise, qu’il garde jusqu’en 2019.
Dans les années 1990, l’entreprise est vendue à Dumez puis rachetée par GTM. Elle devient finalement filiale de Vinci en 1998. L’entreprise évolue pendant vingt ans au sein du groupe Vinci, avant de reprendre son indépendance en 2014, et d’être rachetée en 2018 par le groupe « Ateliers de France », spécialisé dans la décoration de luxe. L'équipe dirigeante actuelle est composée de Nicolas Chupin (président), et de Richard Boyer (directeur général).

## Activité et savoir-faire
La SOCRA se distingue par une triple expertise scientifique, historique et artistique, qu’elle met au service de la mise en valeur des monuments et œuvres d’art du patrimoine culturel, français, européen voire international. Cette expertise et ce savoir-faire ont été reconnus par l’attribution du label « Entreprise du Patrimoine Vivant » en 2017. L’entreprise fait également partie du groupement des entreprises de restauration de monuments historiques (GMH), qui rassemble les professionnels de la restauration des monuments historiques.
En France et à l’étranger, la SOCRA déplace des équipes pluridisciplinaires composées de restaurateurs, de compagnons et de scientifiques afin de redonner aux monuments et aux œuvres d’art leur état initial. L’entreprise dispose également de deux ateliers, l’un de 1 500 m2 à Périgueux, et un autre de 700 m2 à Puteaux, pour entreposer les œuvres déposées et leur prodiguer les restaurations ne pouvant être réalisées in situ.
L’activité de l’entreprise se décompose en quatre métiers :
- la restauration et la conservation de monuments, de décors architecturaux, de sculptures monumentales, de pavements et de mosaïques, qui est le cœur de métier de l’entreprise ;
- la reproduction d’œuvres d’art, notamment par moulage, copie, fac-similé ou maquette ;
- l’aide à la création d’œuvres d’art contemporaines, en lien avec des artistes ;
- l’expertise, sous forme d’études techniques et scientifiques (analyses physico-chimiques, prélèvements, stratigraphie, etc.), en amont des restaurations.

L’entreprise applique ce savoir-faire sur différents supports : la mosaïque et les décors en céramique, la pierre, le métal, les gypseries (staff) et le faux marbre (stuc).

## Principaux chantiers de restauration ou de production d’œuvres d'art et de monuments
Depuis sa création en 1964, la SOCRA a restauré près de 5 000 œuvres d’art et monuments.

### Pierre
L’activité de restauration de monuments en « pierre » comporte à la fois des chantiers de restauration de sculptures de bâtiments (portails, façades, plafonds), et de statuaire. La SOCRA a ainsi rénové :
- les sculptures de la façade de l’opéra Garnier, les parements en marbre de la galerie des glaces du château de Versailles, le plafond à caissons de l'arc de triomphe ;
- les portails, façades et extérieurs de nombreuses cathédrales, parmi lesquelles celles de Bordeaux, Nantes ou Tours ;
- des statuaires en pierre, dont les statues d'Arthur III et d'Anne de Bretagne à Nantes ou la statue d'Henri IV sur la place royale à Pau.

### Métal
L’activité de restauration d’ouvrages métalliques, développée depuis 1979, a permis à la SOCRA d’intervenir sur une variété de métaux, à l’occasion de différents chantiers :
- le cuivre, avec la restauration des douze statues des apôtres et des quatre symboles des évangélistes ornant la flèche de Notre-Dame de Paris[10], les quadriges de Récipon surmontant les portes septentrionales et méridionales du Grand Palais, le « Génie de la Science », statue allégorique monumentale au fronton du Grand Équatorial de l'observatoire de Nice[11],[12] ou encore le Lion d'or qui surplombe le beffroi d'Arras[13] ;
- le bronze, avec la statue équestre de Napoléon Ier à Cherbourg, la fontaine du Monument aux Girondins à Bordeaux ;
- le plomb, avec la restauration des tabliers de toitures et des épis de faîtage du château d'Azay-le-Rideau, de la statue de Paul Dardé à Lodève, et des groupes sculptés de la chapelle royale de Versailles ;
- la fonte, avec la restauration des fontaines des fleuves et des mers de la place de la Concorde à Paris ou la statue de Notre-Dame de France au Puy-en-Velay.

### Mosaïques et décors en céramiques
L’activité de restauration de mosaïques et de décors en céramique est le cœur de métier originel de l’entreprise. En près de soixante ans d’activité, la SOCRA est ainsi intervenue sur :
- les mosaïques de sites gallo-romains nationaux, comme celui de Grand dans les Vosges (correspondant à l’ancienne ville d’Andesina) ou encore celui de la villa de Séviac dans le Gers ;
- des mosaïques plus contemporaines, notamment du XIXe siècle et de la période Art déco, telles que celles du cinéma Le Louxor à Paris ou de la Villa Leihorra à Ciboure ;
- les mosaïques du chœur de l'abbatiale de Ganagobie, entre 1975 et 1986.

La SOCRA a également développé une activité de restauration de pavements en céramique. Elle est intervenue sur de nombreux sites, parmi lesquels ceux du Palais de l'Ak Saray en Ouzbékistan ou le château de Suscinio en Bretagne.

### Stuc et staff
La compétence en gypserie (staff) et en faux marbre (stuc) s’est développée grâce aux compétences acquises par l’entreprise en matière de moulage et de sculpture. Cela a amené l’entreprise à participer à des chantiers emblématiques :
- l’ensemble des décors en staff du cinéma Le Français à Bordeaux ;
- l’ensemble des décors intérieurs en stuc marbre de la chapelle impériale à Ajaccio ;
- les décors polychromes stuc et staff de la cathédrale Notre-Dame de l'Assomption de Luçon.

### Grands ensembles patrimoniaux
La SOCRA intervient depuis quelques années sur des projets de réhabilitation nécessitant de mobiliser simultanément une large palette de savoir-faire. Parmi ces projets, l’entreprise est intervenue sur :
- le Peninsula Palace à Paris (ferronnerie, mosaïque, pierre et décor staff) ;
- La Samaritaine à Paris (restauration des décors composites, des panneaux en lave émaillée, des mosaïques, de la toile peinte de la verrière et des marquises extérieures) ;
- le Grand Magasin du Printemps à Paris (restauration des décors des mosaïques, ferronnerie d’art et sculpture en pierre) ;
- la villa Ephrussi de Rothschild à Saint-Jean-Cap-Ferrat.

### Art contemporain
L’activité de production pour le compte d'artistes contemporains a permis à l’entreprise de participer à la réalisation et à l’installation des œuvres suivantes :
- « La Fleur » de Frank Gehry et Sophie Calle, placée sur le pont du Garigliano ;
- « La statue invisible » de Loris Gréaud, installée dans la pyramide du musée du Louvre.

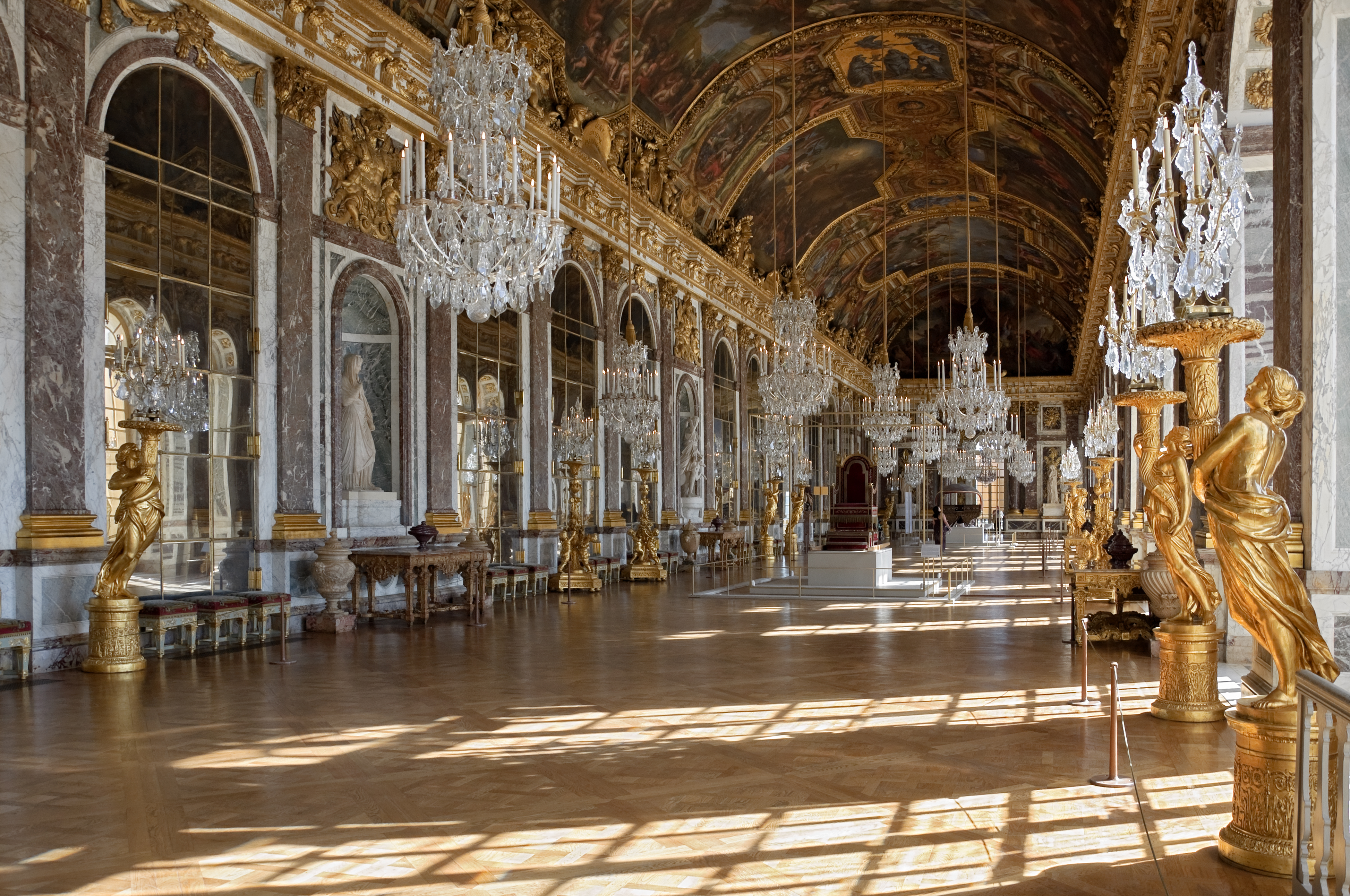
Galerie des Glaces.
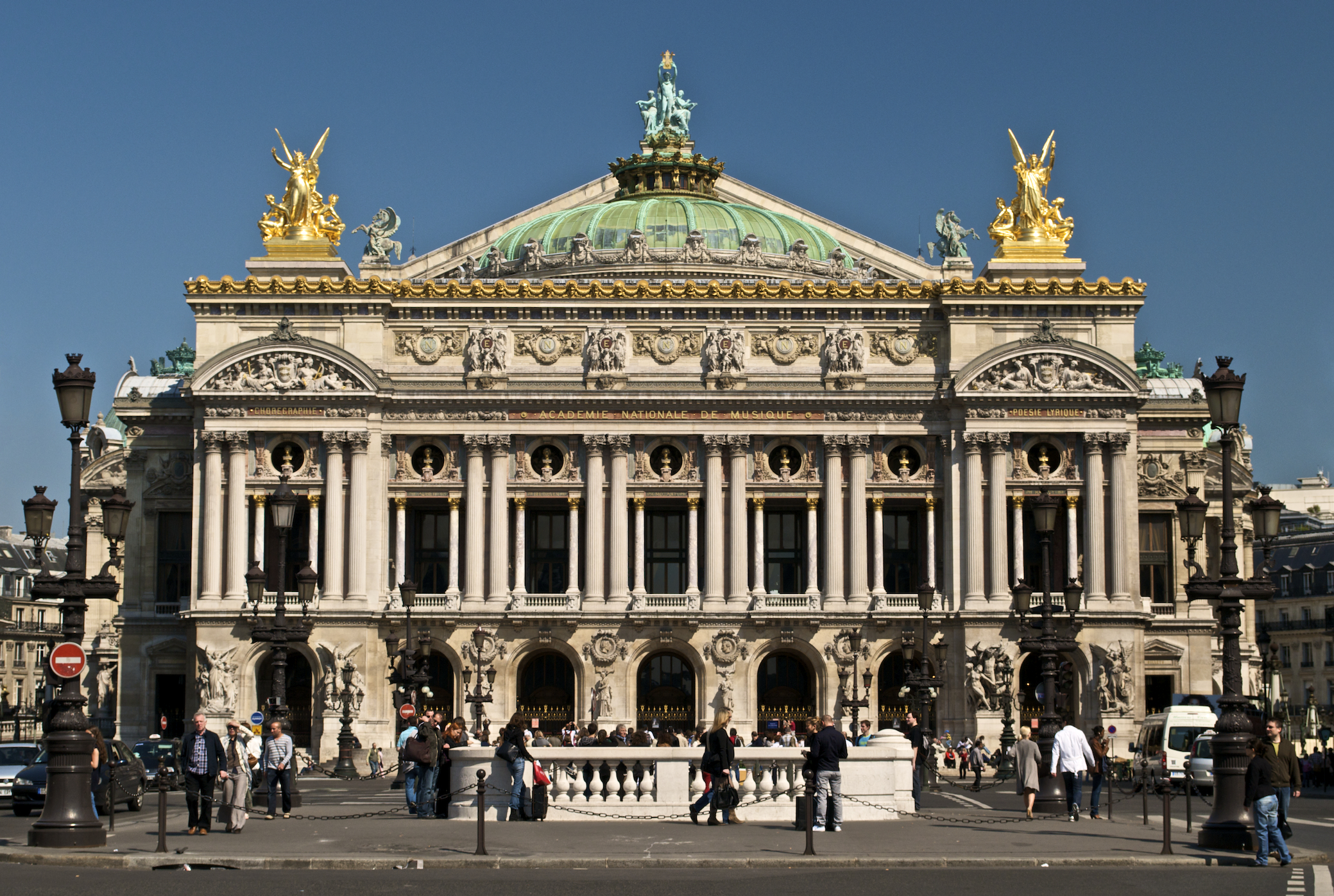
Opéra Garnier.
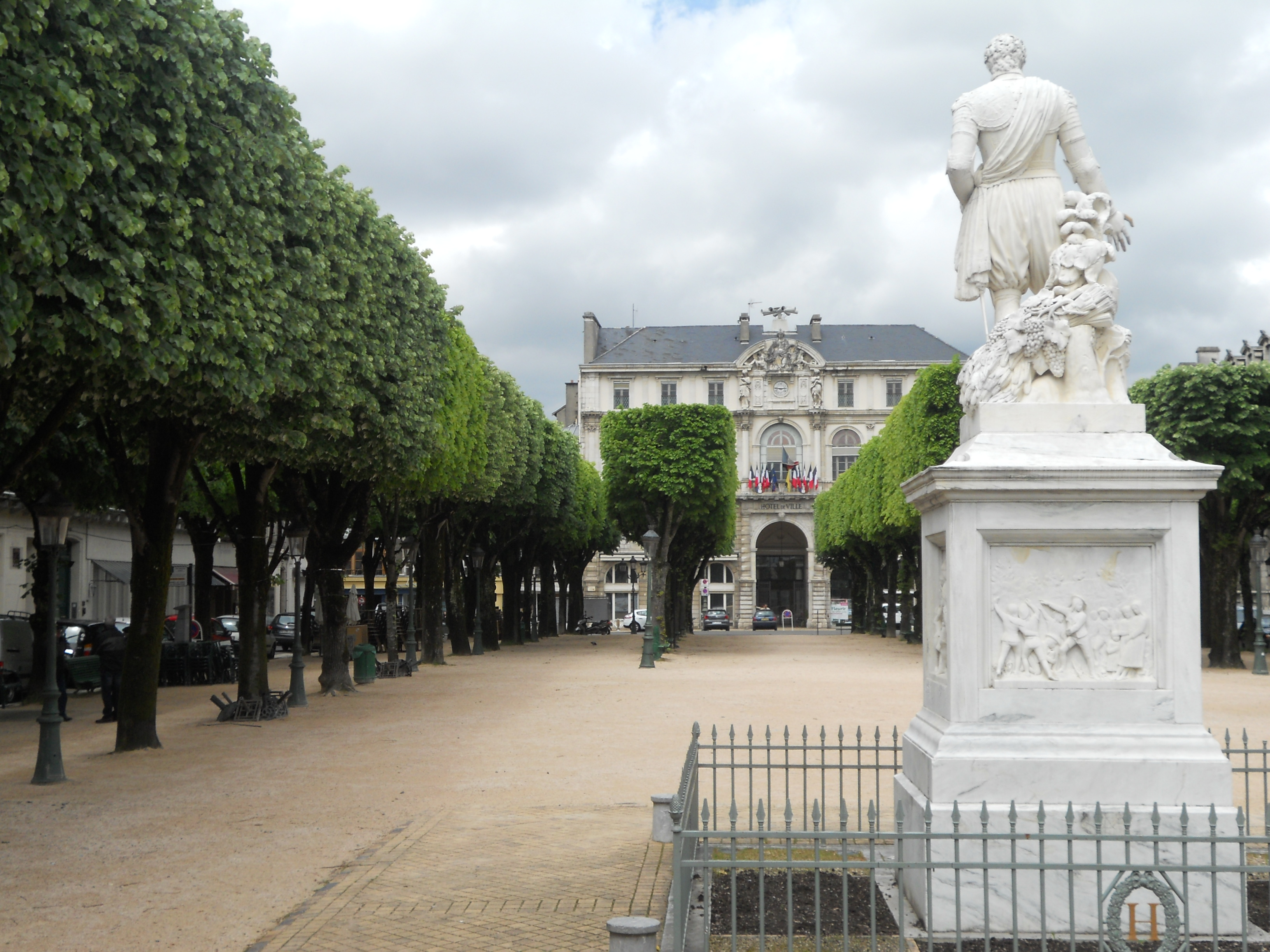
Statue d'Henri IV à Pau.
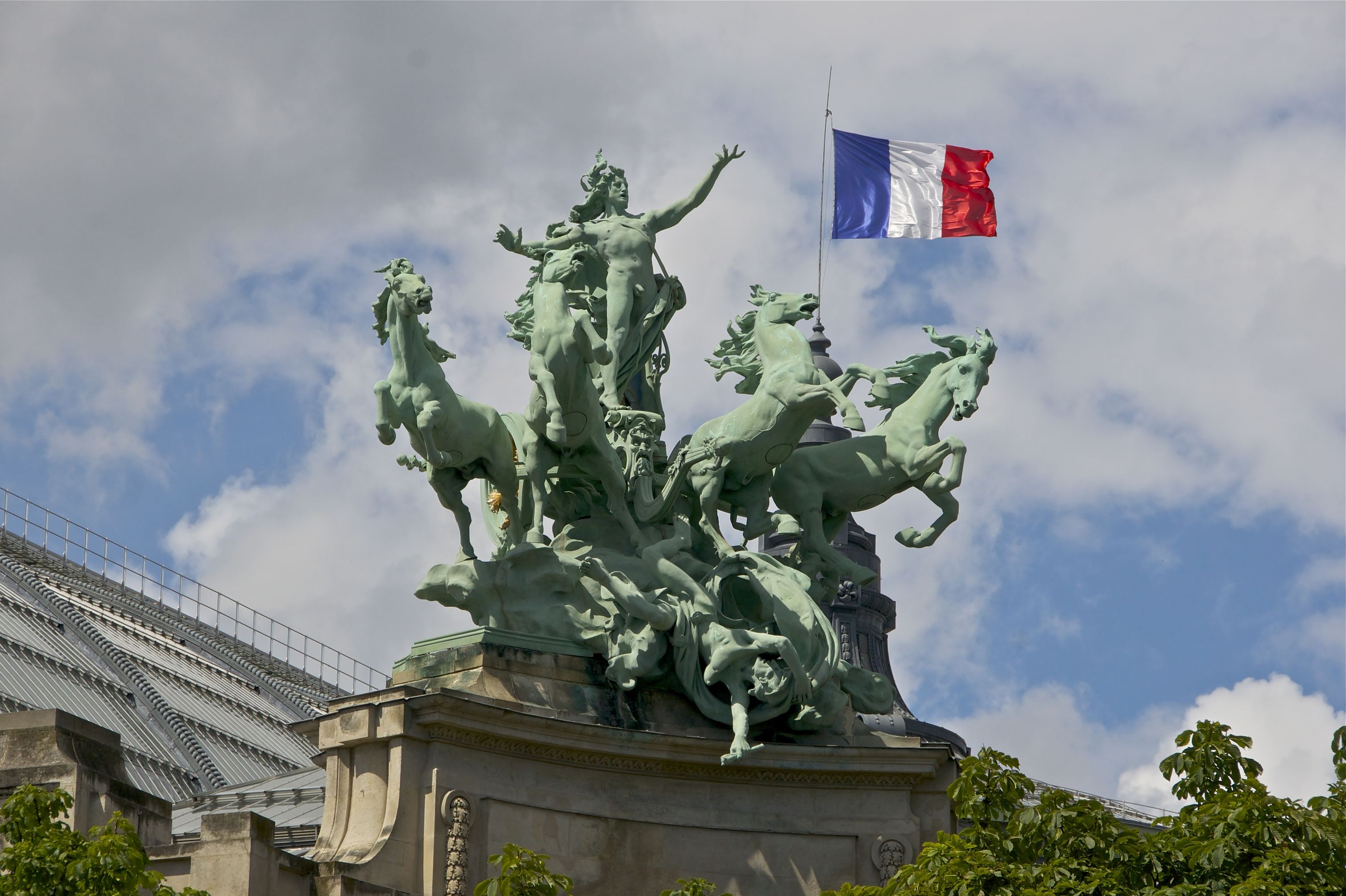
L'harmonie triomphant de la discorde (Grand palais).
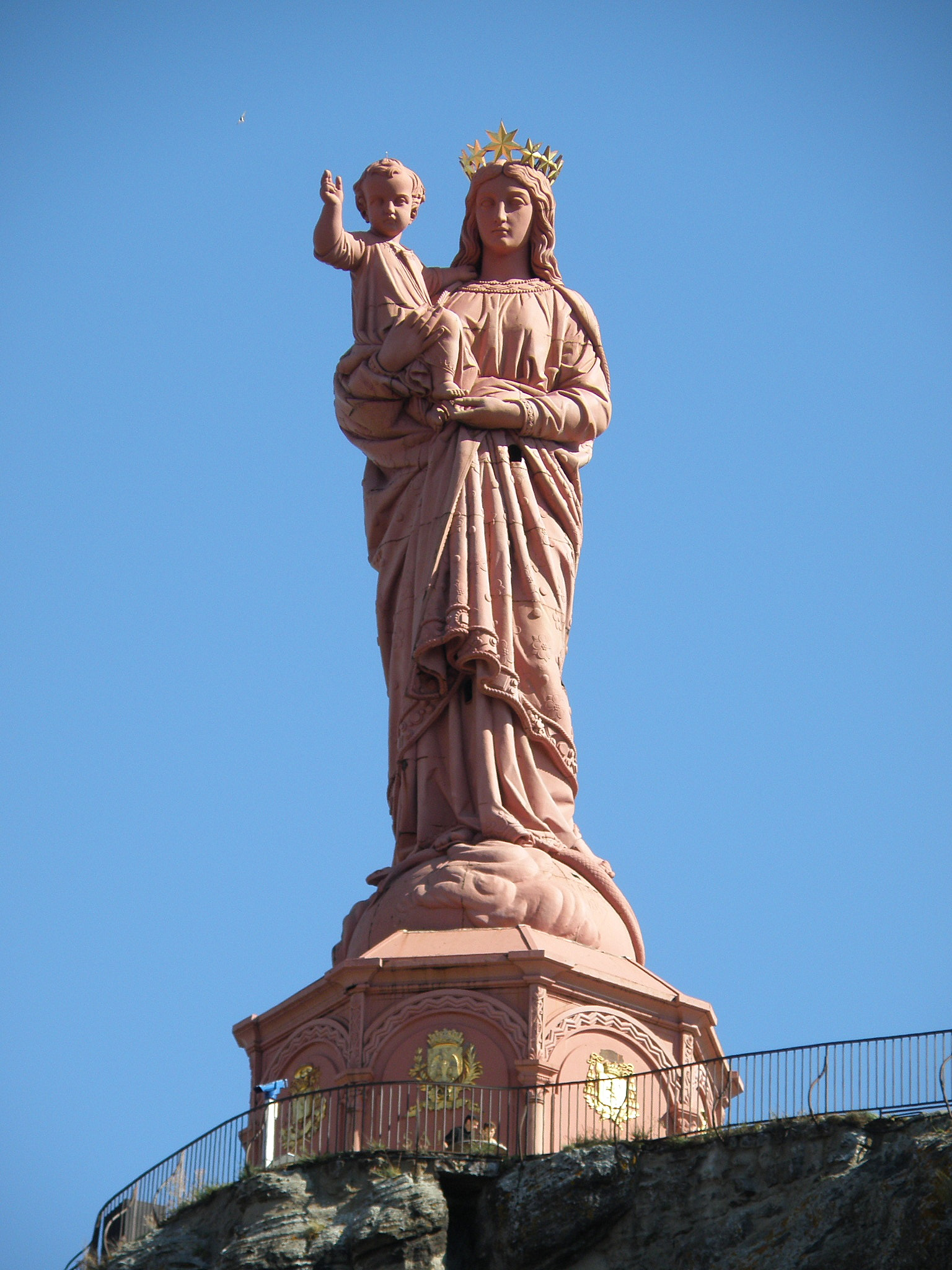
Notre-Dame de France.
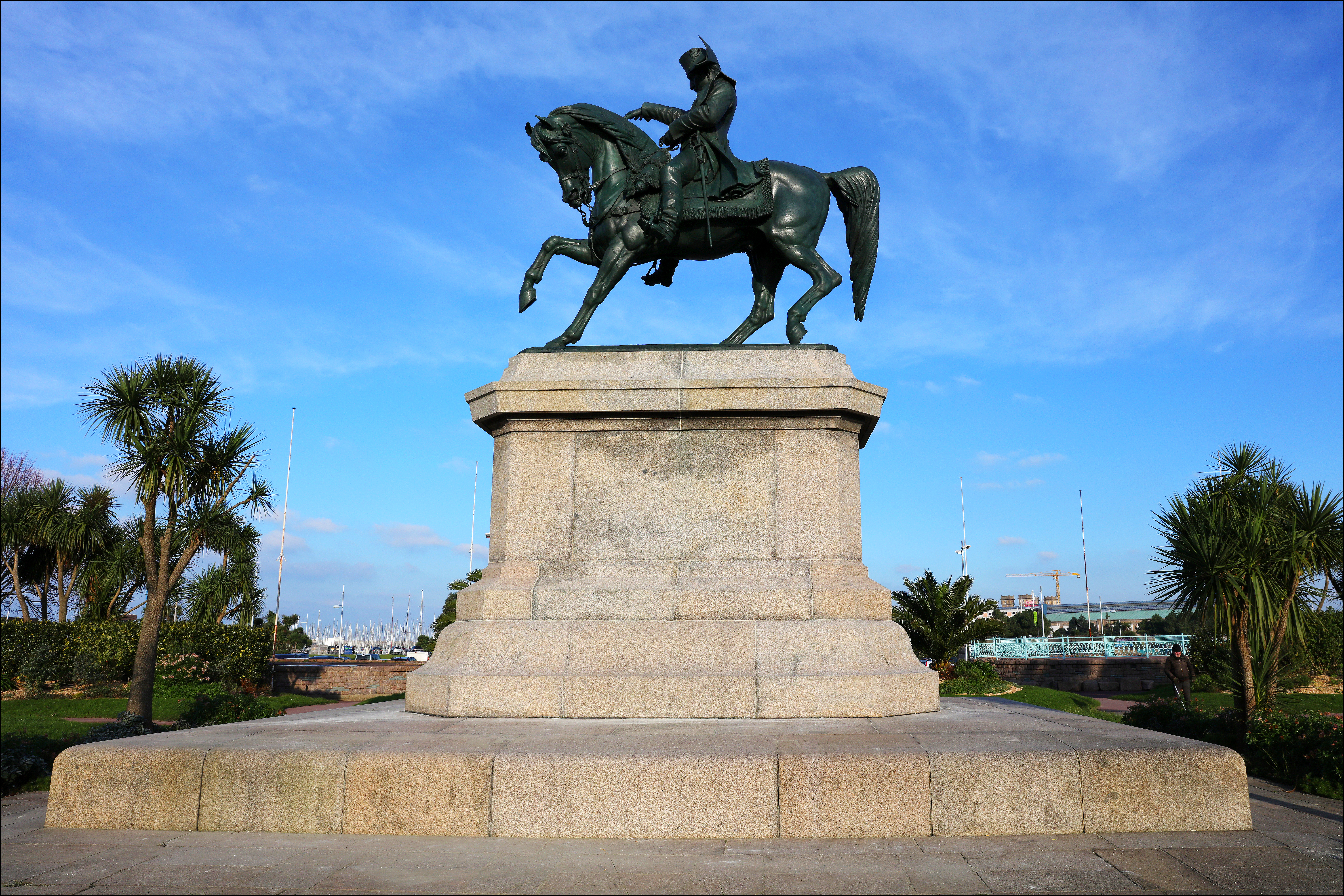
Monument à Napoléon à Cherbourg-en-Cotentin.
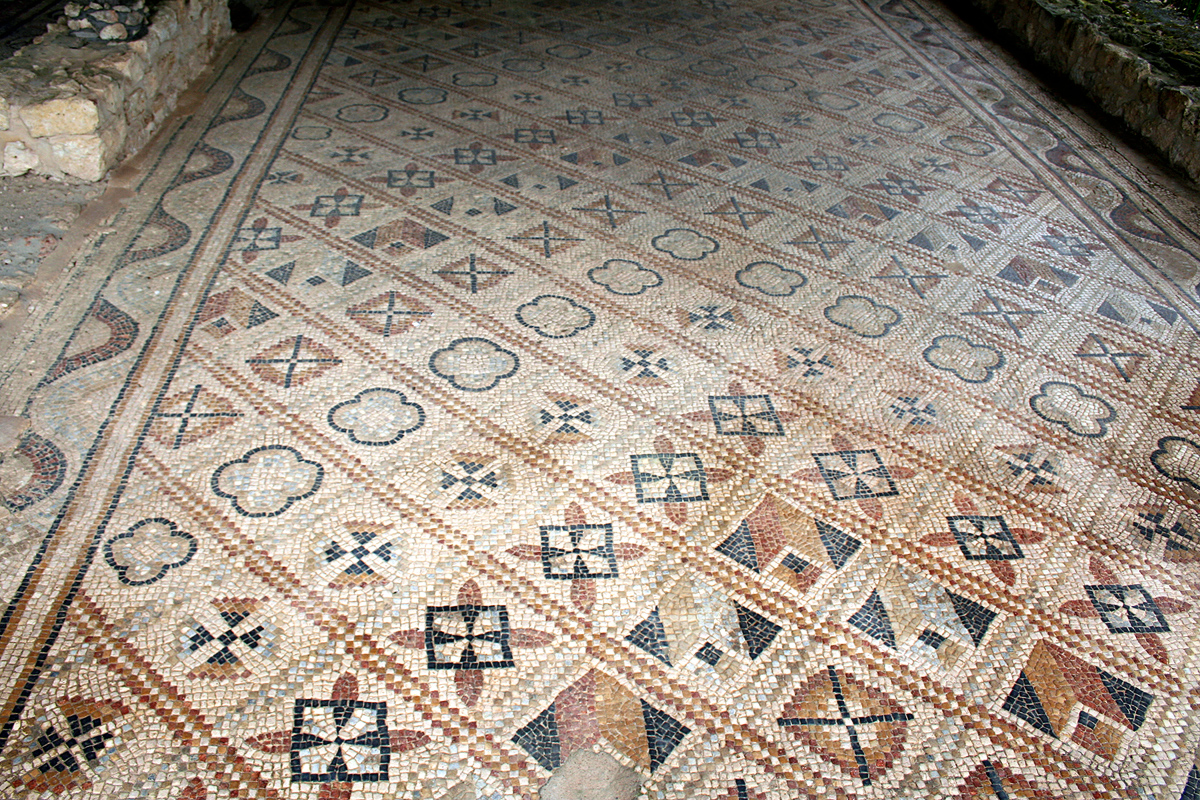
Villa gallo-romaine de Séviac.
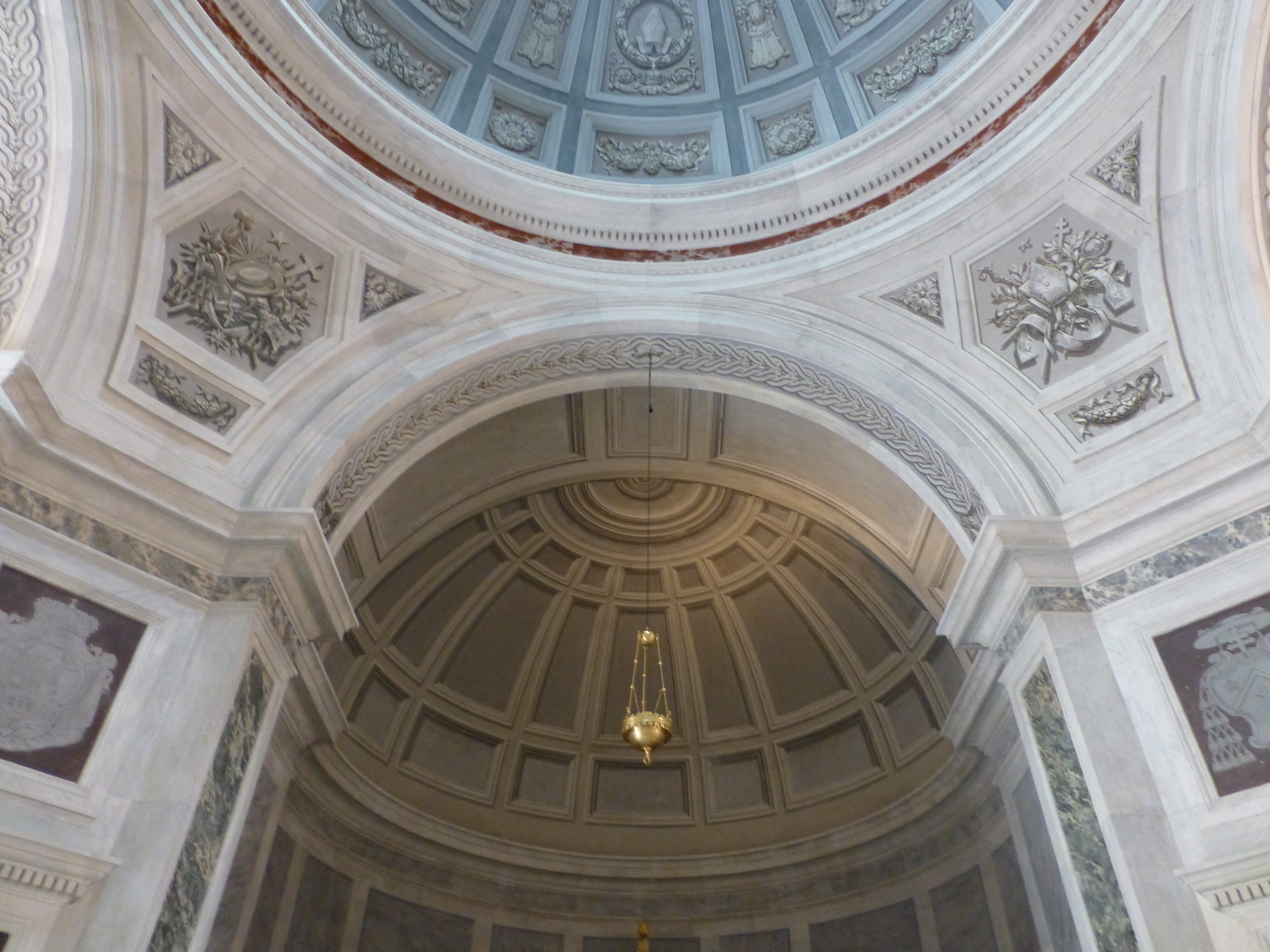
Chapelle impériale d'Ajaccio.
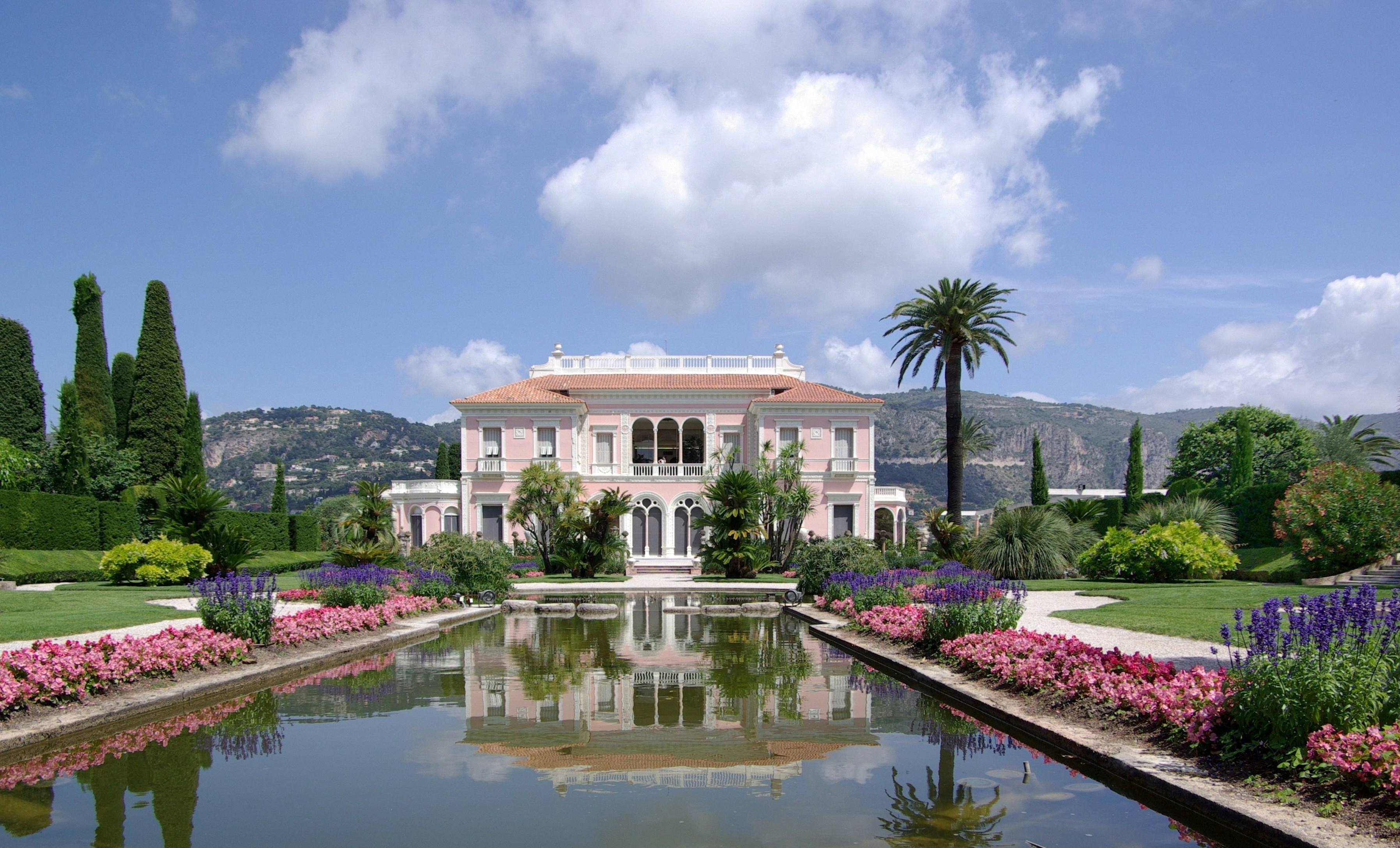
Villa Ephrussi de Rothschild à Saint-Jean-Cap-Ferrat.

## Données économiques
Le chiffre d’affaires de la SOCRA en 2020 était de 4 885 973 euros, contre 3 468 068 euros en 2017, soit une croissance du chiffre d’affaires de 40 % en 3 ans.